# 服部昇太朗
服部 昇太郎（はっとり しょうたろう、1990年11月15日 - ）は、神奈川県出身の元サッカー選手。ポジションはミッドフィールダー。

## 来歴
9歳の頃からマレーシアのジョホールバルで育ち、16歳の時にセミプロとしてイングランドへ渡る。19歳の若さで助っ人外国人としてタイでプロ契約を結び、プロキャリアをスタートさせる。その後、ウルグアイ、マレーシア、ラトビア、スロバキア、オマーンと計7ヶ国を渡り歩いた。2017年8月、オマーンでプレーする初めての日本人選手となり、現地で話題となった。2018年に足首を負傷、手術とリハビリを経てヨルダン、レバノンへと渡るが、契約に至らず2020年に引退。